# What Goes On
What Goes On is een lied dat in 1965 voor het eerst is uitgebracht op het Beatles-album Rubber Soul. Het lied is het enige in het oeuvre van The Beatles dat is geschreven door John Lennon, Paul McCartney en Ringo Starr.

## Achtergrond
What Goes On werd door John Lennon geschreven in de periode voordat The Beatles een platencontract bij hadden bij EMI. The Beatles probeerden altijd drummer Ringo Starr ook een nummer te laten zingen op hun lp's. In het najaar van 1965 waren The Beatles begonnen aan hun nieuwe album, Rubber Soul. Starr had echter nog geen eigen nummer geschreven dat gebruikt kon worden. Bovendien had hij nog geen nummer gezongen tijdens de sessies voor Rubber Soul. Daarom werd What Goes On van stal gehaald. Het nummer werd enigszins veranderd: McCartney, mogelijk met hulp van Starr, schreef de brug van het nummer. Hoewel het niet precies duidelijk is wat precies Starrs bijdrage aan What Goes On is geweest, wordt zijn naam toch vermeld als een van de schrijvers van het lied. Toen hem gevraagd werd wat hij precies had bijgedragen aan het nummer, was de reactie van Starr: "Ongeveer vijf woorden".

## Opnamen
Op 5 maart 1963 waren The Beatles in de Abbey Road Studios in Londen om de opvolger van hun eerste nummer één hit, Please Please Me op te nemen. What Goes On was een van de nummers die ze die dag speelden voor producer George Martin. Wegens tijdgebrek kwamen The Beatles er echter niet aan toe om het nummer ook daadwerkelijk op te nemen. From Me To You werd gekozen als de nieuwe single, en What Goes On bleef vooralsnog onopgenomen.
Onder druk van een naderende einddatum voor hun nieuwe album, werd What Goes On alsnog opgenomen op 4 november 1965. De backing track van het nummer werd in een take opgenomen. Daarna werd Starr's leadzang and Lennon en McCartney's achtergrondzang middels enkele overdubs aan de backing track toegevoegd.

## Releases
In Groot-Brittannië werd What Goes On op 3 december 1965 uitgebracht op Rubber Soul. Het nummer werd echter niet opgenomen op de Amerikaanse versie van dat album. Het nummer kwam daarentegen terecht op "Yesterday" ...and Today, een LP die op 20 juni 1966 alleen in de Verenigde Staten werd uitgebracht.
What Goes On werd daarnaast in de Verenigde Staten en Canada op 21 februari 1966 uitgebracht als B-kant van de Nowhere Man-single. In de VS behaalde deze single de derde plaats in de Billboard Hot 100. In Canada haalde deze single wel de eerste plaats in de hitlijsten.

## Credits
- Ringo Starr – zang, drums
- John Lennon – achtergrondzang, slaggitaar
- Paul McCartney – achtergrondzang, basgitaar
- George Harrison – leadgitaar